# Вікос-Аоос

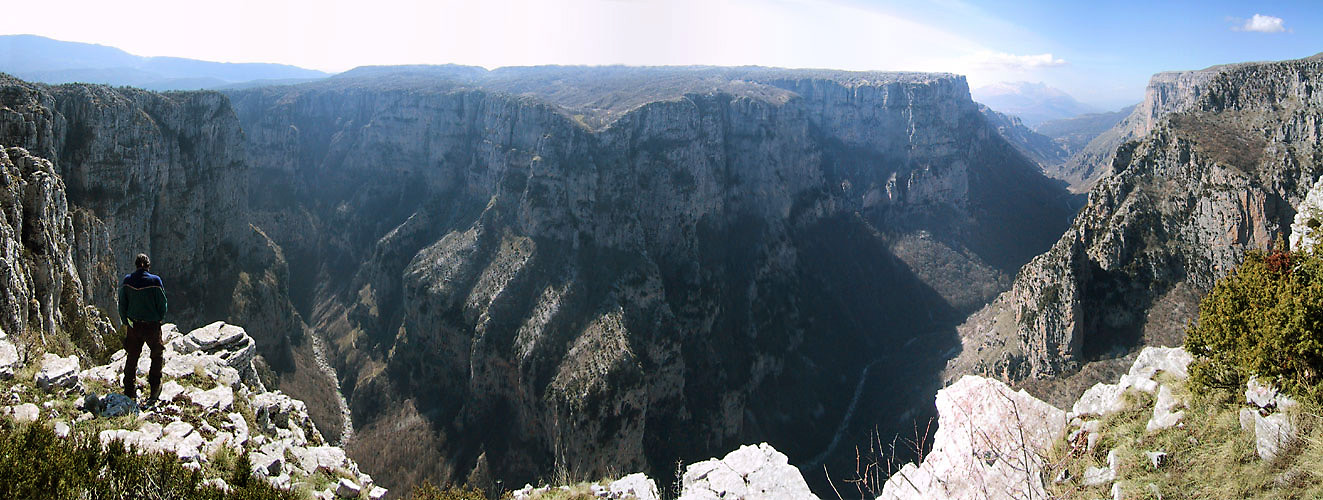
Каньйон Вікос, Національний парк Вікос-Аоос

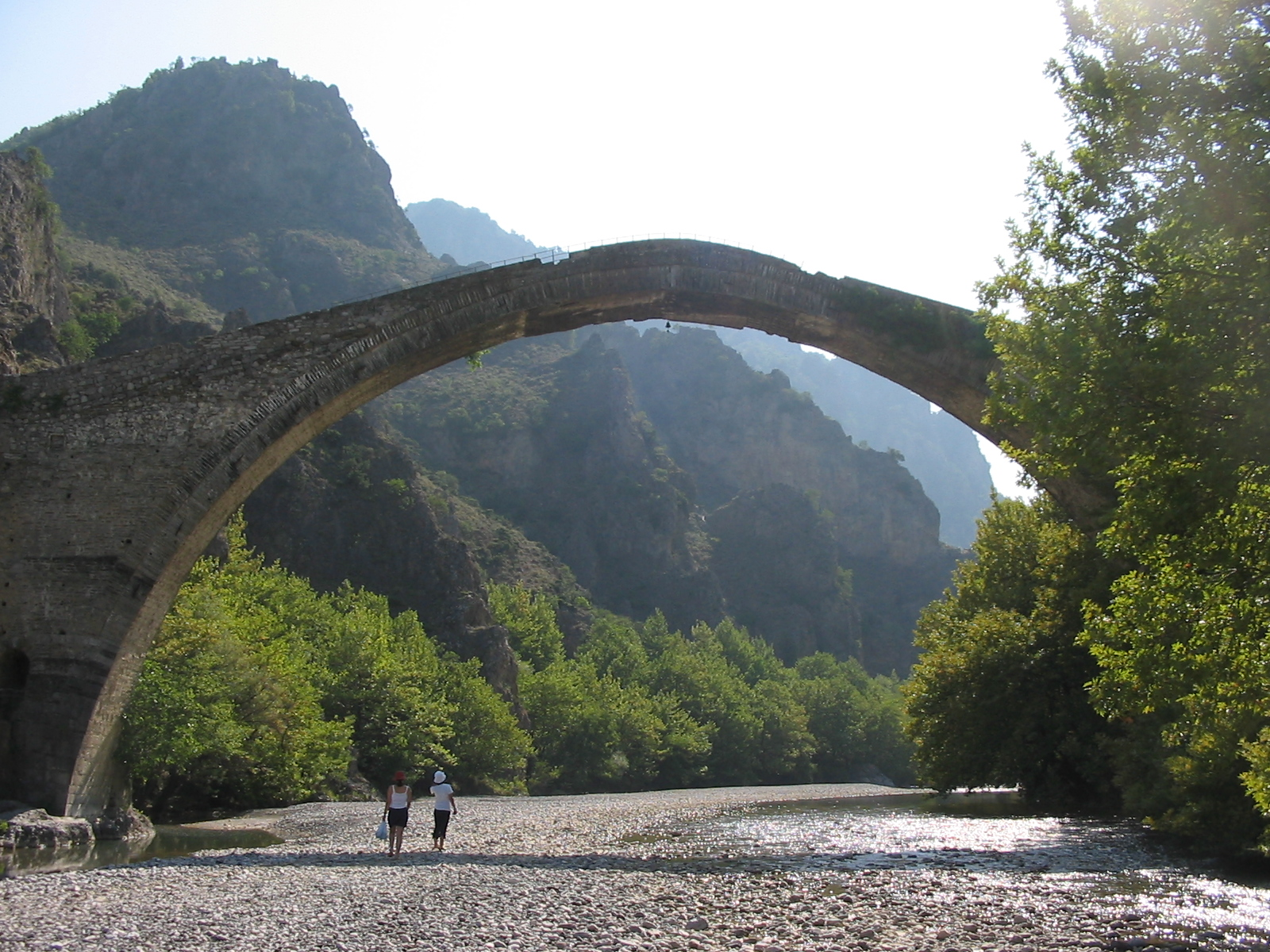
Арковий міст над ущелиною Аооса

Національний парк Вікос-Аоос (грец. Εθνικός Δρυμός Βίκου-Αώου) — національний парк, заснований 1973 року у периферії Епір на північному заході Греції.

## Загальні відомості
Парк охоплює 126 км² в гірській місцевості Пінду (висота варіює від 550 до 2497 метрів) з безліччю річок, озер, печер, глибоких каньйонів і густими хвойними та листяними лісами. Основа парку (3400 га) — вражаючий своєю красою каньйон Вікос, створена геологічною роботою річки Войдоматіс. До національного парку входять ущелина Аоос, гора Тімфі із найвищою вершиною Гаміла (2497 метрів) і низка традиційно грецьких поселень периферійної зони парку.
Вікос-Аоос є одним з десяти національних парків у материковій Греції і розташований за 30 кілометрів на північ від міста Яніна. Різноманітний ландшафт місцевості, рідкісних ендемічних видів флори і фауни, деякі з яких знаходяться на межі зникнення, а також культурні особливості традиційних поселень — основні особливості парку. Вікос-Аоос — частина екологічної мережі Природа 2000. Впродовж останніх років екологічний туризм розглядається як альтернатива економічному спаду сильно збезлюділих місцевих громад, у відношенні до довкілля і місцевої архітектури.

## Каньйон Вікос

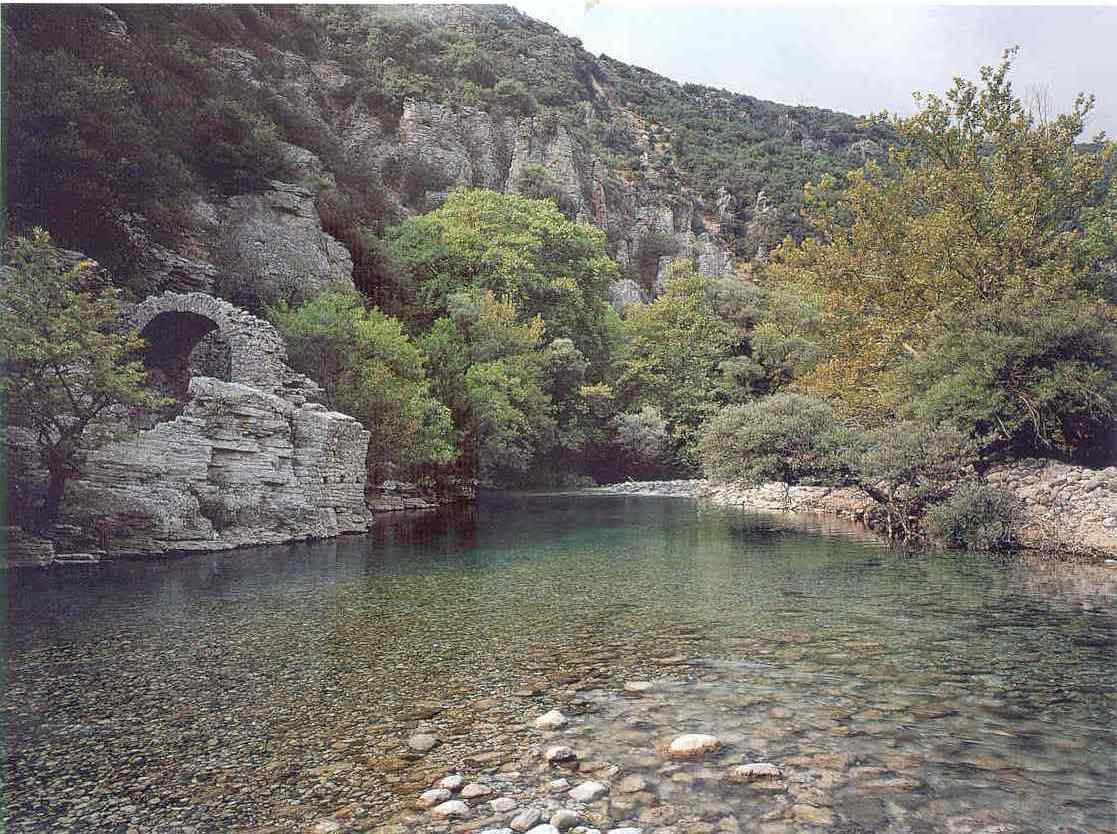
Річка Войдоматіс

Довжина каньйону Вікос сягає 20 км, висота берегів варіює від 450 м до 1600 м, ширина — від 400 м до декількох метрів у найвужчому місці. Каньйон Вікос занесений до Книги рекордів Гіннеса як каньйон із найбільшою глибиною по відношенню до його ширини.
До території національного парку віднесено 12 км з протяжності Вікос. Круті схили, обривисті скелясті кручі домінують у середній та верхній течії річки. Численні яри розсікають обидва береги каньйону, а рух води, продовжуючи руйнування гірських порід, призводить до утворення осипань. Каньйон має північно-західно-південно-східний напрямок і є результатом геологічної роботи, здійснюваної впродовж мільйонів років річкою Войдоматіс, притоки річки Аоос (далі протікає під назвою Вйос територією Албанії та впадає в Адріатичне море). Войдоматіс нині — пересихаюча річка, цілорічний потік відбувається тільки в нижній течії. Каньйон вкриває різновікові геологічні формації. Верхні шари складені вапняком, під ними залягають сірі доломіти.

## Ущелина Аоос
У північній частині парку річка Аоос протікає гірською долиною серед вершин Бургас 2022 м, гір Тімфі і Редовуні 1957 м, утворюючи ущелину протяжністю близько 10 км. Каньйон має напрямок схід-захід. Самобутньою особливістю каньйону Аоос є численні арочні мости, зведені в період з 17 по 19 століття, а також монастирі, побудовані у місцевому архітектурному стилі. Ущелина характеризується великою кількістю ярів у середньій течії. Обидва скелясті береги Аооса складені доломітами.

## Тімфі

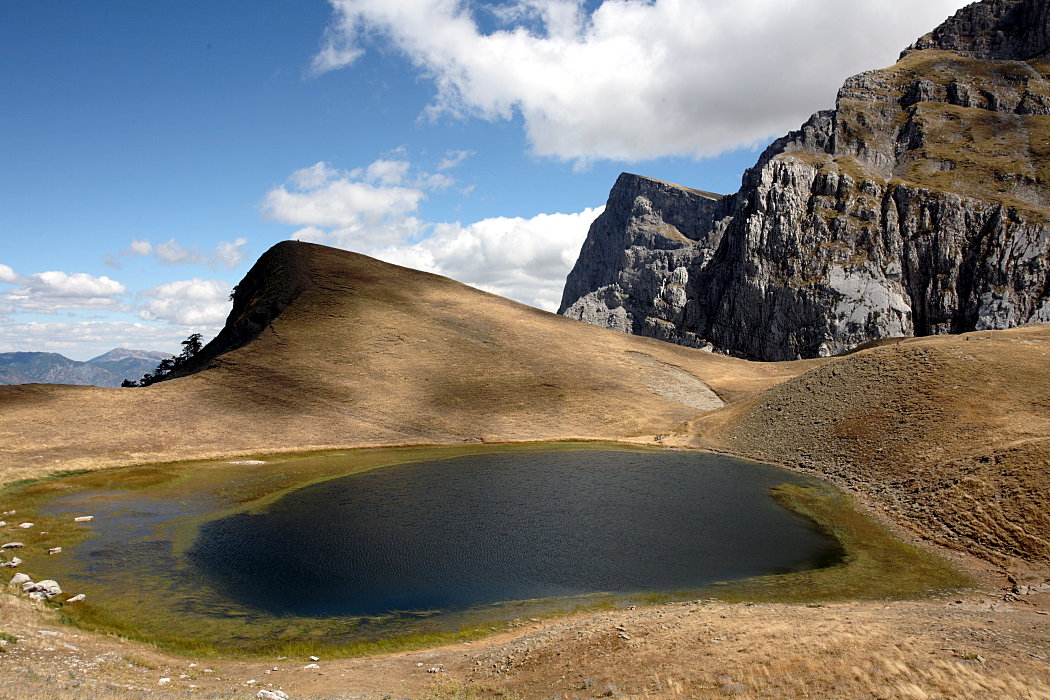
Озеро Драколімні та вершина Гаміла

Між каньйоном Вікос та ущелиною Аоос вододілом служить гірське пасмо Тімфі із найвищими вершинами: гаміла 2497 м, Астрака 2436 м, Плоскос 2400 м і Лапатос 2251 м. Піднявшись на Тімфі відкривається панорама численних, так званих, альпійських озер із родючими пасовищами, які є ареалом розповсюдження цілої низки рідкісних видів земноводних. Найбільше озеро в національному парку — Драколімні, що у перекладі з грецької означає Озеро дракона. Воно розташоване на висоті близько 2000 м на горі Тімфі, максимальна глибина озера — 4,95 м, а його поверхня вкриває 1 га.
Гірський масив поблизу піку Астрака має багато вертикальних печер, особливо в районі сіл Скамнелі та Врадето. З давніх часів печери були відомі місцевим жителям, наукове ж дослідження було здійснене членами Бристольського дослідно-спелеологічного клубу в 1980-х роках. Більшість з цих печер має імена певним чином пов'язані із давньогрецькою міфологією, наприклад: Отвір Одіссея, Безодня епосу та інші. Нещодавно печери повторно вивчались Грецьким клубом спелеологів, а також групою французьких спелеологів. Найглибші вертикальні печери національного парку — печера Проватіна глибиною 408 м таЕпос 451 м.

## Поселення

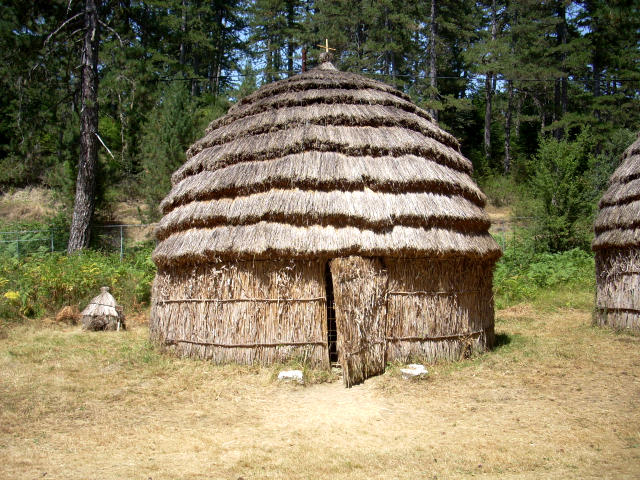
Тип поселення Загорі

В районі Вікос-Аоос існують 13 малонаселених пунктів із загальною чисельністю населення 1 515 осіб, які відносяться до західніої частини гірського регіону Загорі. Традиційні домівки мешканців сіл мають ядроподібну форму, при цьому всі будинки у селі будувались навколо центральної площі, а між ними облаштовувались кам'янисті доріжки. Сьогодні збереження архітектурної спадщини Загорі є вимагою грецького законодавства; усі нові будівлі у Загорі мають зводитись із місцевого каменя та інших місцевих традиційних матеріалів та згідно з місцевими особливостями архітектури. Однією з характерних особливостей національного парку Вікос-Аоос є низка кам'яних аркоподібних мостів над річкою Аоос, які слугували для зв'язку із «зовнішнім світом», поки 1950 року була побудована дорога.

## Флора та фауна
На території національного парку Вікос-Аоос росте близько 1 700 видів рослин, є багато квітів, у тому числі ендемічних. Ліси складаються з дуба, бука, клена, граба, верби, липи і декількох видів сосен і ялин, в тому числі рідкісної чорної сосни.
Фауна парку включає 24 види ссавців: ведмеді, вовки, олені, дикі кози, дикі кабани, рисі, тхори. Птахи представлені 133 видами, в тому числі тут мешкають хижаки: орли, стерв'ятники і яструби.